# عرق حرب (جبل)
جبل عرق حرب هو جبل شامخ في السراة في ديار قبيلة بلقرن شرق قرى الحرجة في محافظة بلقرن في منطقة عسير في المملكة العربية السعودية. يُشرف الجبل على وادي أهنما من الشمال، ويمتد من الجنوب إلى الشمال، وله قمة على شكل عرف الحصان من الحجارة السوداء عليها نقوش وكتابات أثرية قديمة ورسومات لحيوانات أغلبها للوعول والجمال.